# Hồ Bảo Linh
Hồ Bảo Linh là một hồ nhân tạo tại xã Bảo Linh, huyện Định Hóa, tỉnh Thái Nguyên, Việt Nam.
Hồ Bảo Linh được xây dựng từ năm 1987 và hoàn thành năm 1990, hồ có diện tích mặt nước là 81,6 ha, chiều dài nhất là 4.800m, rộng nhất là 1.800m và sâu bình quân là 17,8m. Hồ có khả năng điều tiết nước tưới cho 740ha lúa hai vụ của các xã vùng hạ lưu là Định Biên, Đồng Thịnh, Trung Hội, Trung Lương, Bình Yên, Bảo Cường, ngoài ra cũng có tiềm năng về ngư nghiệp. Từ năm 2007, toàn bộ hơn 600 ha rừng quanh khu vực lòng hồ đã được quy hoạch thành rừng sản xuất, trong đó hơn 50 ha đã được giao cho các hộ dân quản lý.